# FNS番組対抗!春秋の祭典スペシャル
『FNS番組対抗!春秋の祭典スペシャル』（エフエヌエスばんぐみたいこう はる あきのさいてんスペシャル）は、1997年から2000年までフジテレビ系列で毎年春と秋の改編期に放送されていた番組対抗形式のクイズ番組の総称。このタイトルは1998年春までであるが、『笑っていいとも!春の祭典★スペシャル』（2001年）が始まる前まで、2000年秋まで扱う。

## 概要
かつて放送されていた『FNS番組対抗!なるほど!ザ・春秋の祭典スペシャル』、『FNS超テレビの祭典』の流れを汲み制作された。しかし、両番組および実質上の後継番組にあたる『笑っていいとも!春・秋の祭典スペシャル』が、1つの番組をメインに据えて放送されているのに対し（それぞれ、『なるほど!ザ・ワールド』、『平成教育委員会』、『森田一義アワー 笑っていいとも!』）、本番組は特にメインに据える番組が無く展開されていた。

## 番組タイトルと司会者
- FNS番組対抗!春秋の祭典スペシャル（1997年春 - 1998年春）
  - 司会：中居正広、草彅剛、西山喜久恵、香取慎吾（1997年秋 - ）
- FNS秋の祭典 歓迎!新番組御一行様〜お台場・中居旅館オータムフェア〜 / FNS春の祭典 ようこそ中居旅館へ!話題のドラマ＆新番組大宴会（1998年秋 - 1999年春）
  - 司会：中居正広（肩書きは「支配人」）、草彅剛（1998年秋のみ）、香取慎吾
- FNS30周年'99秋の祭典 / FNS春秋の祭典2000（1999年秋 - 2000年秋）
  - 司会：とんねるず、八木亜希子

## 出場チーム

### 1997年
春の祭典（1997 FNS番組対抗!春の祭典スペシャル）
- 放送日 - 1997年3月26日（水曜日）
- 放送時間 - 20:00 - 23:05

| 出場番組                                                                                           | 出場者 | 備考                                                                                     |                                                                                          |
| -------------------------------------------------------------------------------------------------- | --- | ---------------------------------------------------------------------------------------- | ---------------------------------------------------------------------------------------- |
| 月9ドラマ『ひとつ屋根の下2』                                                                       | 江口洋介、酒井法子、いしだ壱成、大路恵美、山本耕史、松たか子                                                                                     |                                                                                          |                                                                                          |
| ものまね王座決定戦                                                                                 | 榊原郁恵、グッチ裕三、栗田貫一、ダチョウ倶楽部（肥後克広・寺門ジモン・上島竜兵）、岡本夏生、松村邦洋                                             |                                                                                          |                                                                                          |
| 火9ドラマ『総理と呼ばないで』                                                                      | 筒井道隆、鶴田真由、西村雅彦、佐藤藍子、小松政夫                                                                                                 |                                                                                          |                                                                                          |
| めちゃ²イケてるッ!                                                                                 | ナインティナイン（矢部浩之・岡村隆史）、よゐこ（濱口優・有野晋哉）、極楽とんぼ（加藤浩次・山本圭一）、光浦靖子、雛形あきこ、鈴木紗理奈、武田真治 |                                                                                          |                                                                                          |
| 水曜ドラマ『ギフト』                                                                               | 木村拓哉、室井滋、篠原涼子、今井雅之、小林聡美、倍賞美津子                                                                                       |                                                                                          |                                                                                          |
| スターどっきり㊙報告 春の新作!大爆笑スペシャル                                                     | 松本明子、森口博子、風見しんご、CCガールズ（青田典子・本杉美香・森洋子・山田誉子）                                                               |                                                                                          |                                                                                          |
| チチパパ親父!娘をたのむで!                                                                         | 笑福亭鶴瓶、堂本光一、武田イク、木佐彩子（当時フジテレビアナウンサー）                                                                           |                                                                                          |                                                                                          |
| どうーなってるの?!                                                                                 | 小倉智昭、内海好江、原田大二郎、笑福亭笑瓶、中村江里子（当時フジテレビアナウンサー）                                                             |                                                                                          |                                                                                          |
| 火10ドラマ『いいひと。』                                                                           | 草彅剛、財前直見、菅野美穂、細川茂樹、梶原善、八名信夫                                                                                           |                                                                                          |                                                                                          |
| 加トちゃんマチャミのお台場CHA・CHA!!                                                               | 加藤茶、松本伊代、Mr.ちん、飯島愛、山田まりや、ネプチューン（名倉潤・原田泰造・堀内健）                                                          |                                                                                          |                                                                                          |
| キャスターチーム（めざましテレビ・FNNニュース555 ザ・ヒューマン・ニュースJAPAN・プロ野球ニュース） | 大塚範一、小島奈津子 、笠井信輔、笹栗実根、宮川俊二、別所毅彦、水野雄仁                                                                          |                                                                                          |                                                                                          |
| 木曜劇場『ミセスシンデレラ』                                                                       | 内野聖陽、杉本哲太、髙田万由子、杉山亜矢子 |                                                                                          |                                                                                          |
| 木曜の怪談'97                                                                                      | 広末涼子、野村佑香、前田愛、浜丘麻矢、大村彩子、鈴木蘭々                                                                                         |                                                                                          |                                                                                          |
| 平成教育委員会                                                                                     | 寿美花代、田代まさし、ラサール石井、ガダルカナル・タカ、清水圭、早坂好恵、中井美穂、さとう珠緒                                                   |                                                                                          |                                                                                          |
| 金曜エンタテイメント「赤い霊柩車」「お見合い刑事」                                                 | 片平なぎさ、若林豪、大村崑、渡辺梓、秋野暢子、左とん平                                                                                           |                                                                                          |                                                                                          |
| 《その他の参加・出題番組》                                                                         | |                                                                                          |                                                                                          |
| 番組名                                                                                             | 番組名 | 出題                                                                                     | 出題                                                                                     |
| ポンキッキーズ                                                                                     | ポンキッキーズ | ガチャピン、ムック、コニーちゃん                                                         | ガチャピン、ムック、コニーちゃん                                                         |
| とんねるずのみなさんのおかげです最終回スペシャル                                                   | とんねるずのみなさんのおかげです最終回スペシャル                                                                                                 | とんねるず（石橋貴明・木梨憲武）                                                         | とんねるず（石橋貴明・木梨憲武）                                                         |
| やっぱりさんま大先生                                                                               | やっぱりさんま大先生 | さんま大先生と生徒達                                                                     | さんま大先生と生徒達                                                                     |
| LOVE LOVE あいしてる                                                                               | LOVE LOVE あいしてる | 篠原ともえ                                                                               | 篠原ともえ                                                                               |
| 上岡・ヒロミの花も嵐も                                                                             | 上岡・ヒロミの花も嵐も | 上岡龍太郎、ヒロミ                                                                       | 上岡龍太郎、ヒロミ                                                                       |
| 報道2001                                                                                           | 報道2001 | 露木茂（当時フジテレビアナウンサー）                                                     | 露木茂（当時フジテレビアナウンサー）                                                     |
| 笑っていいとも!                                                                                    | 笑っていいとも! | タモリ、東野幸治、落合信子                                                               | タモリ、東野幸治、落合信子                                                               |
| 料理の鉄人                                                                                         | 料理の鉄人 | 服部幸應、坂井宏行、中村孝明、陳建一、福井謙二（当時フジテレビアナウンサー）、太田真一郎 | 服部幸應、坂井宏行、中村孝明、陳建一、福井謙二（当時フジテレビアナウンサー）、太田真一郎 |
| ミュージックフェア'97                                                                              | ミュージックフェア'97 | 鈴木杏樹                                                                                 | 鈴木杏樹                                                                                 |
| 平成教育委員会                                                                                     | 平成教育委員会 | 北野武                                                                                   | 北野武                                                                                   |
| チチパパ親父!娘をたのむで!                                                                         | チチパパ親父!娘をたのむで! | 笑福亭鶴瓶                                                                               | 笑福亭鶴瓶                                                                               |
| 中村雅俊のゼッタイ!知りたがり                                                                      | 中村雅俊のゼッタイ!知りたがり | 中村雅俊                                                                                 | 中村雅俊                                                                                 |
| SMAP×SMAP                                                                                          | SMAP×SMAP | 田子千尋                                                                                 | 田子千尋                                                                                 |
| 《その他の出演者》                                                                                 | |                                                                                          |                                                                                          |
| ナレーター                                                                                         | ナレーター | バッキー木場                                                                             | バッキー木場                                                                             |
| 「FNS番組対抗!プロモーションビデオ大賞」審査員                                                     | 「FNS番組対抗!プロモーションビデオ大賞」審査員                                                                                                   | 露木茂（当時フジテレビアナウンサー、審査委員長）、秋元康、志茂田景樹、家田荘子、小西克哉 | 露木茂（当時フジテレビアナウンサー、審査委員長）、秋元康、志茂田景樹、家田荘子、小西克哉 |

- 司会の中居正広は前年の『FNS超テレビの祭典』から続投。
- バッキー木場は1998年春までナレーションを担当。
- フジテレビの改編期特番で水曜放送は史上初[注釈 2]。また「20時台開始」は1976年秋（9月28日放送）の『欽ちゃん・二郎さん・Oh〜ドリフ!秋だ目玉だ大進撃!!』（20:00 - 21:26。『火曜ワイドスペシャル』枠）以来10年半振り。
- オープニングでは、『ポンキッキーズ』のガチャピンとムックが登場、全員参加の「ジャカジャカジャンケン」（モニターのコニーちゃんとやる生き残りジャンケン）を行なった。『ギフト』チームの今井雅之が優勝し、チームに点数、さらにホテル日航東京のスイートルームペア宿泊券がプレゼントされた。
- 前身の『FNS超テレビの祭典』まで出場してた『フジテレビ水曜夜8時枠時代劇』チーム（この時点では『鬼平犯科帳』(二代目中村吉右衛門主演版第7シリーズ)）は今回は不参加。
- 番組では番宣映像コンテスト「FNS番組対抗!プロモーションビデオ大賞」というコーナーがあり、優勝チームは100点獲得、準優勝チームは50点獲得、また優勝チームには副賞として、「屋台船貸し切り権」が贈られた。結果は『ものまね王座決定戦』が優勝、そして準優勝は『スターどっきり㊙報告』と『木曜の怪談'97』の2番組となった。
- 『笑っていいとも!』からの問題は落合信子（同時期の新レギュラー）をゲストに招いての「恐怖のドカン大作戦」だが、ドカンになった時の青汁を持って来た時、出演者の中に当時「キューサイ」青汁のCMに出演していた八名信夫（『いいひと。』チームの一員として参加）がいたので、東野が「本家本元がいますね」「やっぱり青汁は」と聞くと、八名は「まずい」とCM名台詞を発言した。
- 『FNS超テレビの祭典』から続いてきた『料理の鉄人』は、この回が最後（鹿賀丈史が不参加だったため、実況の福井謙二が主宰代行を兼任）。今回は、服部幸應と三鉄人（中村孝明・陳建一・坂井宏行）が協力して作った「三鉄人・夢の競演!!桜満開、お花見気分で春バーグ」という料理を、3チームの代表者が次の人に伝言しながら、90秒リレーで作る方式だったが、出来た料理は、全て元となった料理とは似ても似つかぬ、とんでもない料理だった。
  - 『料理の鉄人』コーナーのチーム分けと順番は次の通り。

| 順 | グリーン             | レッド             | ブルー           |
| -- | -------------------- | ------------------ | ---------------- |
| 1  | 平成教育委員会       | 総理と呼ばないで   | いいひと。       |
| 2  | ひとつ屋根の下2      | めちゃイケ         | スターどっきり   |
| 3  | ミセスシンデレラ     | どうーなってるの!? | 木曜の怪談'97    |
| 4  | 金曜エンタテイメント | ギフト             | キャスターチーム |
| 5  | ものまね王座決定戦   | 加トちゃんマチャミ | チチパパ親父     |

- そして3チームの点数は次の通り。

|          | 坂井 | 中村 | 陳 | 服部 | 計 |
| -------- | ---- | ---- | -- | ---- | -- |
| グリーン | 10   | 16   | 19 | 16   | 61 |
| レッド   | 16   | 19   | 20 | 17   | 72 |
| ブルー   | 14   | 16   | 19 | 12   | 61 |

- 『SMAP×SMAP』では、前年に行われた「つみキング」を開催。15チームを5組に分け、制限時間3分の間に角型ペットボトルを井桁状に並べ積んでいくもので、積んだ段数×10点が加算、また最高段数チームには100点が加算となる。
  - チーム分けは次の通り。

| グリーン             | オレンジ           | ブルー             | ピンク               | イエロー         |
| -------------------- | ------------------ | ------------------ | -------------------- | ---------------- |
| キャスターチーム     | 加トちゃんマチャミ | いいひと。         | 金曜エンタテイメント | 平成教育委員会   |
| スターどっきり㊙報告 | ギフト             | 総理と呼ばないで   | チチパパ親父         | ミセスシンデレラ |
| 木曜の怪談'97        | ものまね王座決定戦 | どうーなってるの!? | ひとつ屋根の下2      | めちゃイケ       |

- そして段数は次の通り。

| グリーン | オレンジ | ブルー | ピンク | イエロー |
| -------- | -------- | ------ | ------ | -------- |
| 17       | 18       | 20     | 19     | 17       |

- 「決勝ラウンド」での「イントロクイズ」もこの回が最後。今回は番組のテーマ曲冒頭を聞いて、その曲が使用されている番組の名称を答えるというもので、前半は正解すると50点追加、更に50点横取り（不正解は100点減点）、後半の「超イントロクイズ」は100点追加・100点横取り（不正解は200点減点）だが、双方とも得点を横取るチームは『超テレビの祭典』時代は自由だったのに対し、今回はトップチームから横取るというルールだった。また最終問題の得点は『超テレビの祭典』時代は司会者のビートたけしと所ジョージが決めていたが、今回は司会者が決めず、引き続き後半得点「100点」だった。そのため「取ったら○○点やろう」（最下位チームでも逆転出来る超高得点）・「今までやってきた事は何だったんだ」というボケはなくなった。
- この年の4月1日に開局したさくらんぼテレビと高知さんさんテレビは試験放送として放送されたが、実質「祭典」の放送はこの年の秋からである。
- 視聴率は18.1%
- 本放送前に本来「ジャカジャカジャンケン」の後に流れる予定だったCMが本放送の前の番組に流れていた。
- この回は裏番組に『オールスター赤面申告!ハプニング大賞』(TBS系)が放送されたことに伴い、冒頭の1時間だけ番組対抗同士が競合することになった(同年秋も同様)。

秋の祭典（1997FNS番組対抗!秋の祭典スペシャル）
- 放送日 - 1997年10月1日（水曜日）
- 放送時間 - 20:00 - 23:24

| 出場番組                                  | 出場者                                                                    | 備考                     |                          |
| ----------------------------------------- | ------------------------------------------------------------------------- | ------------------------ | ------------------------ |
| 月9ドラマ『ラブジェネレーション』         | 木村拓哉、松たか子、内野聖陽、藤原紀香                                    |                          |                          |
| 水曜劇場『成田離婚』                      | 草彅剛、瀬戸朝香、深津絵里、阿部寛、沢村一樹、伊藤裕子                    |                          |                          |
| 木曜劇場『イヴ』                          | 唐沢寿明、高橋克典、いかりや長介、星野真里                                |                          |                          |
| めちゃ²イケてるッ!                        | ナインティナイン（矢部浩之・岡村隆史）、雛形あきこ、光浦靖子              |                          |                          |
| LOVE LOVE あいしてる                      | KinKi Kids（堂本剛・堂本光一）、吉田拓郎、篠原ともえ、中西圭三            |                          |                          |
| 火9ドラマ『ナースのお仕事2』              | 観月ありさ、松下由樹、松岡昌宏、伊藤かずえ、上原さくら                    |                          |                          |
| 火10ドラマ『シングルス』                  | 天海祐希、水野真紀、洞口依子、原田龍二、遊井亮子                          |                          |                          |
| 水曜時代劇『御家人斬九郎（第3シリーズ）』 | 渡辺謙、若村麻由美、岸田今日子、奈月ひろ子、小林綾子                      |                          |                          |
| 黄金 ボキャブラ天国                       | ヒロミ、ネプチューン（名倉潤・原田泰造・堀内健)、Take2（東貴博・深沢邦之) |                          |                          |
| 奇跡体験!アンビリバボー                   | そのまんま東、野村佑香、出川哲朗、早坂好恵                                |                          |                          |
| 映画『ラヂオの時間』                      | 三谷幸喜、西村雅彦、井上順、戸田恵子、藤村俊二                            |                          |                          |
| スーパーナイト・めざましテレビ            | 森本毅郎、小島奈津子、大塚範一、八木亜希子                                |                          |                          |
| 《その他の参加・出題番組》                |                                                                           |                          |                          |
| 番組名                                    | 番組名                                                                    | 出題                     | 出題                     |
| 笑っていいとも！                          | 笑っていいとも！                                                          | タモリ、関根勤、久本雅美 | タモリ、関根勤、久本雅美 |
| タモリのネタでNIGHTフィーバー!            | タモリのネタでNIGHTフィーバー!                                            | タモリ、木佐彩子         |                          |
| 中居正広のボクらはみんな生きている        | 中居正広のボクらはみんな生きている                                        | 青嶋達也                 |                          |
| SMAP×SMAP                                 | SMAP×SMAP                                                                 | 田子千尋                 |                          |
| 《その他の出演者》                        |                                                                           |                          |                          |
| インタビュアー                            | インタビュアー                                                            | 福井謙二                 |                          |

- この回から香取慎吾が司会に加わり、1999年春までは、各ラウンドで敗れたチームは即退場というルールになった。そして退場する時には、合唱団が『退場讃歌』という歌を歌って送るようになった。
- 前回までラストに行っていた「イントロクイズ」は、この回は第1回戦で行う。「誤答チームは1問休み」はそのままだが、1問正解で第1回戦勝ち抜けになった。最後は『成田離婚』と『めちゃイケ』の一騎打ちとなったが、双方とも誤答連発、3度目にして『成田離婚』が勝ち抜けし、『めちゃイケ』が初の退場となった。
- 『ボクらはみんな生きている』は、前半は「A-1グランプリ」と銘打った動物レース（前半はアヒルレース、後半はイカレース）、後半はネコやイヌに、チームで作った特製餌を早く食べさせる「料理コンテスト」。なお「料理コンテスト」のBGMは、前回限りで終了した『料理の鉄人』BGMを使用し、また餌の紹介は、インタビュアーの福井アナによる『料理の鉄人』パロディだった。
- 前回に引き続き『SMAP×SMAP』からは「つみキング」を開催。今回は「缶ビール」を縦に並べるもので、『ラブジェネ』・『LOVE LOVE』・『シングルス』・『アンビリバボー』の4チームが挑戦。結果は『アンビリバボー』が12缶なのに対し、他の3チームは全て13缶で、わずか1缶差で『アンビリバボー』が退場になった。
  - 優勝チームは『シングルス』。各コーナーでの失格チームは次の通り。

| 回 | コーナー                   | 失格チーム                              |
| -- | -------------------------- | --------------------------------------- |
| 1  | イントロクイズ             | めちゃ²イケてるッ!                      |
| 2  | どっちっち①                | ナースのお仕事2                         |
| 3  | 笑っていいとも!            | スーパーナイト・めざましテレビ 成田離婚 |
| 4  | A-1グランプリ              | イブ 黄金 ボキャブラ天国                |
| 5  | どっちっち②                | ラヂオの時間                            |
| 6  | つみキング                 | 奇跡体験!アンビリバボー                 |
| 7  | プロデューサーチキンレース | ラブジェネレーション                    |
| 8  | フリースロー対決           | LOVE LOVE あいしてる                    |

- 視聴率は16.3%

### 1998年
春の祭典（1998FNS番組対抗!春の祭典スペシャル）
- 放送日 - 1998年4月1日（水曜日）
- 放送時間 - 20:00 - 23:24

| 出場番組                                          | 出場者                                                         | 備考                                 |                                      |
| ------------------------------------------------- | -------------------------------------------------------------- | ------------------------------------ | ------------------------------------ |
| 月9ドラマ『ブラザーズ』                           | 木村佳乃、原田芳雄、岸谷五朗、今井翼、明石亮太朗               |                                      |                                      |
| 火9ドラマ『WITH LOVE』                            | 田中美里、竹野内豊、藤原紀香、浅田美代子                       |                                      |                                      |
| 火10ドラマ『ドンウォリー!』                       | 近藤真彦、遠藤久美子、中村俊介、ミッキー・カーチス             |                                      |                                      |
| 水曜劇場『恋はあせらず』                          | 織田裕二、鈴木杏樹、小倉久寛                                   |                                      |                                      |
| 水10ドラマ『ショムニ』                            | 江角マキコ、石黒賢、京野ことみ、宝生舞、高橋由美子、戸田恵子   |                                      |                                      |
| 木曜劇場『お仕事です!』                           | 鶴田真由、雛形あきこ、国分太一、井ノ原快彦                     |                                      |                                      |
| 奇跡体験!アンビリバボー                           | ビートたけし                                                   |                                      |                                      |
| ハッピーバースデー!                               | 陣内孝則、柳葉敏郎、京極孝仁、ココリコ（遠藤章造・田中直樹）   |                                      |                                      |
| ごきげんよう・郁恵・井森のお料理BAN!BAN!          | 榊原郁恵、井森美幸、小堺一機                                   |                                      |                                      |
| ナイスデイ・FNNスーパーニュース・プロ野球ニュース | 榊原るみ、笠井信輔、宮川俊二、八木亜希子、長嶋一茂、中村江里子 |                                      |                                      |
| OH!トロトロで行こう                               | 中山秀征、飯島愛、奥村チヨ、恵俊彰                             |                                      |                                      |
| 痛快!知らぬはオトコばかりなり                     | 笑福亭鶴瓶、小倉智昭、研ナオコ、渡辺美奈代、カイヤ川崎         |                                      |                                      |
| 《その他の参加・出題番組》                        |                                                                |                                      |                                      |
| 番組名                                            | 番組名                                                         | 出題                                 | 出題                                 |
| 笑っていいとも!                                   | 笑っていいとも!                                                | タモリ、関根勤、木佐彩子、橋田壽賀子 | タモリ、関根勤、木佐彩子、橋田壽賀子 |
| HEY!HEY!HEY! MUSIC AWARDS                         | HEY!HEY!HEY! MUSIC AWARDS                                      | ダウンタウン（松本人志・浜田雅功）   | ダウンタウン（松本人志・浜田雅功）   |
| とんねるずのみなさんのおかげでした                | とんねるずのみなさんのおかげでした                             | とんねるず                           | とんねるず                           |
| LOVE LOVE あいしてる                              | LOVE LOVE あいしてる                                           | KinKi kids                           | KinKi kids                           |
| 中居正広のボクらはみんな生きている                | 中居正広のボクらはみんな生きている                             | 菅野美穂、生田斗真                   | 菅野美穂、生田斗真                   |
| SMAP×SMAP                                         | SMAP×SMAP                                                      | 木村拓哉、稲垣吾郎                   | 木村拓哉、稲垣吾郎                   |
| めちゃ²イケてるッ!                                | めちゃ²イケてるッ!                                             | ナインティナイン                     | ナインティナイン                     |

- ビートたけしとタモリに笑福亭鶴瓶・関根勤との共演が見られた。そのたけしは『アンビリバボー』に1名で参加するも、ドミノ倒しコーナー「ドミノランキング」にまで勝ち進んでしまったため、司会者の慎吾・剛がたけしに協力してドミノコースを作った。
- 『ごきげんよう・BAN!BAN!』の小堺一機は遅れて参加したが、既にチームは負けて脱落していたので、仕方なくクイズ「どっちっち」の進行を手伝って退場した。
- 優勝チームは『ショムニ』。各コーナーでの失格チームは次の通り。

| 回 | コーナー                           | 失格チーム                                                    |
| -- | ---------------------------------- | ------------------------------------------------------------- |
| 1  | イントロクイズ                     | ごきげんよう・郁恵・井森のお料理BAN!BAN!                      |
| 2  | どっちっち①                        | ブラザーズ                                                    |
| 3  | 笑っていいとも!                    | 恋はあせらず 痛快!知らぬはオトコばかりなり                    |
| 4  | 中居正広のボクらはみんな生きている | ハッピーバースデー!                                           |
| 5  | どっちっち②                        | お仕事です! ナイスデイ・FNNスーパーニュース・プロ野球ニュース |
| 6  | ドミノランキング                   | ドンウォリー!                                                 |
| 7  | プロデューサーチキンレース         | 奇跡体験!アンビリバボー                                       |
| 8  | フリースロー対決                   | OH!トロトロで行こう WITH LOVE                                 |

- 視聴率は13.8%

秋の祭典（FNS秋の祭典 歓迎!新番組御一行様〜お台場・中居旅館オータムフェア〜）
- 放送日 - 1998年9月30日（水曜日）
- 放送時間 - 21:00 - 23:14

| 出場番組                                  | 出場者                         | 備考 |
| ----------------------------------------- | ------------------------------ | ---- |
| 月9ドラマ『じんべえ』                     | 草彅剛                         |      |
| 火9ドラマ『殴る女』                       |                                |      |
| 火10ドラマ『ソムリエ』                    | 稲垣吾郎                       |      |
| コレって変ですか〜!?                      | 谷村新司、三宅裕司             |      |
| 水曜劇場『タブロイド』                    |                                |      |
| 水10ドラマ『板橋マダムス』                |                                |      |
| 男女8人恋愛ツアー!TOKIOのな・り・ゆ・き!! |                                |      |
| 木曜劇場『眠れる森』                      | 木村拓哉、中山美穂、陣内孝則   |      |
| 奇跡体験!アンビリバボー                   | 佐藤藍子、関根勤、そのまんま東 |      |
| 走れ公務員!                               | さとう珠緒                     |      |
| 剣客商売                                  | 藤田まこと                     |      |
| パパアミーゴ                              | 薬丸裕英、保阪尚希             |      |
| おとこのこおんなのこ                      | 今田耕司、篠原ともえ           |      |

- この回から大幅に内容を変更し、1999年春までは、中居の名を冠した「中居旅館」という旅館に新番組・人気番組の出演者が訪れ、「スリッパ卓球」や「チキンレース」等の簡単なゲームに挑戦するという内容になり、番組対抗形式が一旦消滅した。
- 中居が「中居旅館」の支配人（メイン司会）を、草彅・香取がアシスタントを担当。進行アナが居なくなった。
  - 『春秋の祭典なるほど!ザ・ワールドスペシャル』時代から毎回出演していたタモリとフジテレビアナウンサーが唯一欠席した回（ちなみに、タモリはのちの『笑っていいとも!春・秋の祭典スペシャル』『笑っていいとも!新春祭』の司会も務めた）。
  - 同時期にスタートした『愛する二人別れる二人』は諸般の事情により不参加。
  - 視聴率は14.9%

### 1999年
春の祭典（FNS春の祭典 ようこそ中居旅館へ! 話題のドラマ&新番組大宴会）
- - 放送日 - 1999年3月30日（火曜日）
  - 放送時間 - 19:00 - 21:24

| 出場番組                                                   | 出場者          | 備考   |        |
| ---------------------------------------------------------- | --------------- | ------ | ------ |
| 月9ドラマ『リップスティック』                              |                 |        |        |
| 火10ドラマ『傷だらけの女』                                 |                 |        |        |
| 髪結い伊三次                                               |                 |        |        |
| 水曜劇場『ナオミ』                                         |                 |        |        |
| 水10ドラマ『セミダブル』                                   |                 |        |        |
| 恋ボーイ恋ガール                                           |                 |        |        |
| 木曜劇場『アフリカの夜』                                   |                 |        |        |
| サタ☆スマ                                                  |                 |        |        |
| キャスターチーム（めざましテレビ・とくダネ!・2時のホント） |                 |        |        |
| これがキャイ〜ンだろ!?                                     |                 |        |        |
| 《その他の参加・出題番組》                                 |                 |        |        |
| 番組名                                                     | 番組名          | 出題   | 出題   |
| 笑っていいとも!                                            | 笑っていいとも! | タモリ | タモリ |
| 古畑任三郎                                                 |                 |        |        |
| SMAP×SMAP                                                  |                 |        |        |

- - アシスタントの草彅が居なくなった。
  - 視聴率は17.1%

秋の祭典（FNS30周年'99秋の祭典）
- - 放送日 - 1999年9月29日（水曜日）
  - 放送時間 - 19:00 - 21:24

| 出場番組                                                             | 出場者                                                                                 | 備考                                         |                                              |
| -------------------------------------------------------------------- | -------------------------------------------------------------------------------------- | -------------------------------------------- | -------------------------------------------- |
| キャスターチーム（めざましテレビ・とくダネ!）                        | 大塚範一、小倉智昭、佐々木恭子                                                         |                                              |                                              |
| 月9ドラマ『氷の世界』                                                | 内田有紀、仲村トオル                                                                   |                                              |                                              |
| 恋愛地球旅行あいのり                                                 | 久本雅美、今田耕司、加藤晴彦                                                           |                                              |                                              |
| 火・曜・特・番!!『第31回オールスターものまね王座決定戦!!スペシャル』 | 井上順、薬丸裕英、松本伊代、清水アキラ、栗田貫一、肥後克広（ダチョウ倶楽部）、松村邦洋 |                                              |                                              |
| 火9ドラマ『OUT〜妻たちの犯罪〜』                                     | 田中美佐子                                                                             |                                              |                                              |
| 力の限りゴーゴゴー!!                                                 | ネプチューン(名倉潤・原田泰造・堀内健)                                                 |                                              |                                              |
| 水曜劇場『TEAM』                                                     | 草彅剛、西村雅彦                                                                       |                                              |                                              |
| バツ                                                                 | 中山エミリ、榊原郁恵、古手川祐子、ガダルカナル・タカ                                   |                                              |                                              |
| 奇跡体験!アンビリバボー                                              | 佐藤藍子、野村佑香                                                                     |                                              |                                              |
| 木曜劇場『危険な関係』                                               | 藤原紀香、稲垣吾郎、篠原涼子                                                           |                                              |                                              |
| V6の素                                                               | V6（森田剛、三宅健、岡田准一、坂本昌行)                                                |                                              |                                              |
| メントレ                                                             | TOKIO（国分太一、城島茂、山口達也のみ)                                                 |                                              |                                              |
| プロ野球ニュース&ワールドカップバレー99                              | 長嶋一茂、木佐彩子、デーブ大久保                                                       |                                              |                                              |
| これがキャイ〜ンだろ!?                                               | キャイ〜ン（ウド鈴木・天野ひろゆき)、山口紗弥加、小橋賢児                              |                                              |                                              |
| 《その他の参加・出題番組》                                           |                                                                                        |                                              |                                              |
| 番組名                                                               | 番組名                                                                                 | 出題                                         | 出題                                         |
| 笑っていいとも!                                                      | 笑っていいとも!                                                                        | タモリ、水曜レギュラー陣                     | タモリ、水曜レギュラー陣                     |
| 砂の上の恋人たち                                                     |                                                                                        |                                              |                                              |
| 明石家マンション物語                                                 |                                                                                        |                                              |                                              |
| すけスケシルバ                                                       |                                                                                        |                                              |                                              |
| 奇跡体験!アンビリバボー                                              | 奇跡体験!アンビリバボー                                                                | ビートたけし、所ジョージ                     | ビートたけし、所ジョージ                     |
| 笑う犬の冒険                                                         | 笑う犬の冒険                                                                           | ミル姉さん（内村光良）、中島知子、遠山景織子 | ミル姉さん（内村光良）、中島知子、遠山景織子 |
| うっひゃ〜!!はなさかロンドンブーツ                                   | うっひゃ〜!!はなさかロンドンブーツ                                                     | ロンドンブーツ1号2号（田村淳・田村亮）       | ロンドンブーツ1号2号（田村淳・田村亮）       |

- この回から2000年秋までは、主体番組を『とんねるずのみなさんのおかげでした』として、参加番組による対抗戦形式も復活。
  - 主なコーナーとしては、『おかげでした』でよく行われていたダイビングクイズやシュークリームのロシアンルーレット、トイレットペーパーの早巻き取りをルーレット（といっても、司会者とスタッフが組んでいて、司会者の思い通りの人を指名できた）で指名された3名が行い、優勝者を予想する「ベッティングゲーム」、石橋が解答者となって出場番組と、テレビ番組や芸能に関する早押しクイズで対決する「タカvsカルトQ」（BGMと出題者は本家『カルトQ』と同じ）、木梨が収録スタジオの周りから中継を行い、そこからクイズを出題する「中継クイズ」、終盤の「イントロクイズ」等があった。
  - また、司会者のアドリブで加減点が行われるのもこの時期の特徴であった。
  - 。中継クイズでは、当時人気だった野猿のメンバーに偽者を2人加え誰が偽者かを当てるクイズも行われたが、予想外に全チームが正解してしまったため、急遽木梨の野球選手のモノマネクイズになってしまった。
  - 明石家マンション物語からの、出題として明石家さんまが、スタジオに乱入し、滅多に見られないさんまととんねるずの共演が実現した。
  - 「耳打ちクイズ」2問目で「このセットを使われている番組は何でしょう?」（正解: SMAP×SMAPの「ビストロスマップ」）で第1ヒントで「ものまね」「V6」「ゴーゴゴー!!」以外の11チームが正解・200点加算し、そのため次のヒントでは石橋が「こんな簡単な問題なので次当てたら4点です!」となり、今度は「ものまね」「V6」が正解・4点加算となった。しかしネプチューンの原田泰造は「夜のヒットスタジオDELUXE」と回答し、石橋に「だってこんな番組やってないだろ!」とツッコまれ不正解となった。泰造は「もう1回チャンスください」と発言し、石橋は「当たったら1点です!」と決めたが、4点獲得したチームの不満があり「バツ」チームのガダルカナル・タカ(しかも彼は当時「ものまね王座決定戦」の司会も務めていた)は「残った人は減点しよう」と要望し、その結果「（不正解だと）200点減点です!」と決定。第3ヒント終了後「ミスったらマイナス200点だぞ!」と言い、しかし「こんな番組見たこと無い!」と声を大きくし、「カメラに向かって番組名を言いなさい」と言われた泰造は「ごきげんよう」と発言し不正解。200点減点となった。
  - 視聴率は17.2%

### 2000年
春の祭典（FNS春の祭典2000）
- - 放送日 - 2000年4月5日（水曜日）
  - 放送時間 - 19:00 - 21:24

| 出場番組                                        | 出場者                                                                  | 備考                                                               |                                                                    |
| ----------------------------------------------- | ----------------------------------------------------------------------- | ------------------------------------------------------------------ | ------------------------------------------------------------------ |
| 月9ドラマ『天気予報の恋人』                     | 佐藤浩市、稲森いずみ、深津絵里、米倉涼子、渡辺いっけい                  |                                                                    |                                                                    |
| 火9ドラマ『ナースのお仕事3』                    | 観月ありさ、松下由樹、藤木直人、石原良純                                |                                                                    |                                                                    |
| 火10ドラマ『ショカツ』                          | 高樹沙耶、村田雄浩、田山涼成                                            |                                                                    |                                                                    |
| 100%キャイ〜ン!                                 | キャイ～ン（ウド鈴木・天野ひろゆき）                                    |                                                                    |                                                                    |
| 力の限りゴーゴゴー!!                            | ネプチューン（名倉潤・原田泰造・堀内健）、TIM（ゴルゴ松本・レッド吉田） |                                                                    |                                                                    |
| 水曜劇場『ショムニ（第2シリーズ）』             | 江角マキコ、櫻井淳子                                                    |                                                                    |                                                                    |
| 奇跡体験!アンビリバボー                         | 佐藤藍子、野村佑香、有坂来瞳、藤崎奈々子                                |                                                                    |                                                                    |
| 木曜劇場『太陽は沈まない』                      | 滝沢秀明、松雪泰子、優香                                                |                                                                    |                                                                    |
| マッハブイロク                                  | Coming Century（森田剛・三宅健・岡田准一）                              |                                                                    |                                                                    |
| 第25回爆笑!スターものまね王座決定戦!!スペシャル | 松村邦洋、城之内早苗                                                    |                                                                    |                                                                    |
| 世界ゴッタ煮偉人伝                              | 爆笑問題（太田光・田中裕二）                                            |                                                                    |                                                                    |
| メントレG                                       | 国分太一                                                                |                                                                    |                                                                    |
| キャスターチーム（めざましテレビ・とくダネ!）   | 大塚範一、小倉智昭、佐々木恭子                                          |                                                                    |                                                                    |
| FNNスーパーニュース・プロ野球ニュース2000       |                                                                         |                                                                    |                                                                    |
| 《その他の参加・出題番組》                      |                                                                         |                                                                    |                                                                    |
| 番組名                                          | 番組名                                                                  | 出題                                                               | 出題                                                               |
| ジャンクSPORTS                                  | ジャンクSPORTS                                                          | 浜田雅功                                                           | 浜田雅功                                                           |
| 笑う犬の冒険                                    | 笑う犬の冒険                                                            | ウッチャンナンチャン、中島知子（オセロ）、ビビる（大木淳、大内登） | ウッチャンナンチャン、中島知子（オセロ）、ビビる（大木淳、大内登） |
| 明石家マンション物語                            |                                                                         |                                                                    |                                                                    |
| クイズ$ミリオネア                               |                                                                         |                                                                    |                                                                    |

- - この回のタカvsカルトQでは石橋は10問全問正解と宣言したが、8問正解に終始。残り2問は、「世界ゴッタ煮偉人伝」チームの爆笑問題に答えられ、全問正解を阻止された。
  - この年の中継クイズでは、腕っぷしの強そうなスタッフに瓦を割らせたら何枚割れるかというクイズを行なったところ、スタッフが意に反して10枚もの瓦を割ったため、多くても4~6枚と予想していた全チームが不正解になった。
  - イントロクイズ・最終問題前までは『マッハブイロク』がトップで「イントロクイズ・最終問題」および未放送だった「単勝単式クイズ」でもトップだったために優勝し、エンディングでは木梨は「決してやらせではありません」と発言した。
  - 視聴率は18.1%

秋の祭典（FNS秋の祭典2000）
- - 放送日 - 2000年10月4日（水曜日）
  - 放送時間 - 19:00 - 21:24

| 出場番組                                                           | 出場者                                                                        | 備考                                                                                                  | |
| ------------------------------------------------------------------ | ----------------------------------------------------------------------------- | --- | --- |
| 木曜劇場『ラブコンプレックス』                                     | 唐沢寿明、反町隆史、木村佳乃、 りょう、小雪                                   | | |
| 世界超密着TV!ワレワレハ地球人ダ!!                                  | 和田アキ子、爆笑問題（太田光・田中裕二）                                      | | |
| 火9ドラマ『編集王』                                                | 原田泰造、京野ことみ、真中瞳、菊川怜、中山秀征                                | | |
| 力の限りゴーゴゴー!!                                               | ネプチューン（名倉潤、堀内健）、千秋、酒井彩名、TIM（ゴルゴ松本、レッド吉田） | | |
| 月9ドラマ『やまとなでしこ』                                        | 西村雅彦、矢田亜希子、筧利夫、須藤理彩、東幹久                                | | |
| 水曜劇場『涙をふいて』                                             | 江口洋介、二宮和也、内田有紀、トータス松本                                    | | |
| 志村けんのバカ殿様 秋の大収穫祭スペシャル                          | 志村けん、田代まさし、桑野信義、永田杏子                                      | | |
| スポーツの秋!チーム（F1日本グランプリ・K-1・プロ野球ニュース2000） | 田代まさし、長谷川京子、角田信朗、武蔵、土屋圭一、大橋マキ                    | | |
| 火10ドラマ『神様のいたずら』                                       | 財前直見、鈴木杏、阿部寛、板谷由夏                                            | | |
| 奇跡体験!アンビリバボー                                            | 佐藤藍子、藤崎奈々子、有坂来瞳                                                | | |
| キャスターチーム（めざましテレビ・とくダネ!）                      | 軽部真一、吉田恵、デーブスペクター、笠井信輔、佐々木恭子                      | | |
| 《その他の参加・出題番組》                                         |                                                                               | | |
| 番組名                                                             | 番組名                                                                        | 出題                                                                                                  | 出題                                                                                                  |
| めちゃ²イケてるッ!                                                 | めちゃ²イケてるッ!                                                            | ナインティナイン、よゐこ、極楽とんぼ、光浦靖子、雛形あきこ、鈴木紗理奈、武田真治、佐野瑞樹            | ナインティナイン、よゐこ、極楽とんぼ、光浦靖子、雛形あきこ、鈴木紗理奈、武田真治、佐野瑞樹            |
| 笑う犬の冒険                                                       | 笑う犬の冒険                                                                  | ウッチャンナンチャン、ネプチューン、中島知子（オセロ）、遠山景織子、ビビる、EE JUMP（ソニン、ユウキ） | ウッチャンナンチャン、ネプチューン、中島知子（オセロ）、遠山景織子、ビビる、EE JUMP（ソニン、ユウキ） |
| 笑っていいとも!                                                    | 笑っていいとも!                                                               | タモリ、木曜レギュラー陣（笑福亭鶴瓶、勝俣州和、ココリコ、山口紗弥加）、西山喜久恵、T3、              | タモリ、木曜レギュラー陣（笑福亭鶴瓶、勝俣州和、ココリコ、山口紗弥加）、西山喜久恵、T3、              |
| 明石家マンション物語                                               | 明石家マンション物語                                                          | ダメダメボーイズ（明石家さんま、今田耕司、村上ショージ、ココリコ）、杉田かおる                        | ダメダメボーイズ（明石家さんま、今田耕司、村上ショージ、ココリコ）、杉田かおる                        |

- - この回のタカvsカルトQでは石橋は絶不調。いきなり第1問で誤答し、さらに前回散々だった番組チームが奮起。前回とは違って石橋2問正解・番組チーム8問正解となった。
  - 中継クイズで、前回瓦を10枚割ったスタッフが今回は氷を割ることに挑戦した。しかし、クイズ開始直前に木梨が「頭で割る」という条件を付け加えたため、スポーツの秋!チームの角田信朗が「頭で氷を割るのは危ないですよ」と直前に意見した。しかし木梨は「じゃ、1回だけにします」と強行した。すると田代まさしが、「頭が割れるのはアリですか？」と質問し、スタジオは爆笑と悲鳴に包まれた。結局スタッフは厚さ10cmほどの氷を1枚頭で割ることに成功。角田はスタッフに感服しきっていた。
  - この回は「イントロクイズ」が終わった時点でトップのチームを予想して、的中すれば獲得ポイントが倍になる「単勝当てクイズ」が行われた。「イントロクイズ」終了時にトップだったのは「やまとなでしこ」チームだったのが、その番組を予想したチームは「キャスターチーム（めざましテレビ・とくダネ!）」「涙をふいて」「ワレワレハ地球人ダ!!」の3チーム。つまり、「やまとなでしこ」チームはせっかくイントロクイズでトップになっても「単勝当てクイズ」に正解したチームに得点で抜かされてしまった。
  - 視聴率は13.9%

## 優勝チーム
FNS番組対抗!春秋の祭典スペシャル
- 1997年春 - ものまね王座決定戦
- 1997年秋 - シングルス（TVドラマ）
- 1998年春 - ショムニ（TVドラマ）

FNS秋の祭典 歓迎!新番組御一行様〜お台場・中居旅館オータムフェア〜 / FNS春の祭典 ようこそ中居旅館へ!話題のドラマ&新番組大宴会
- 1998年秋 - 眠れる森（TVドラマ）
- 1999年春 - リップスティック（TVドラマ）、キャスターチーム（めざましテレビ、とくダネ!、2時のホント）、傷だらけの女（TVドラマ） ※この回は総合優勝チームを決めずブロック優勝チームを選出

FNS30周年'99秋の祭典 / FNS春秋の祭典2000
- 1999年秋 - プロ野球ニュース&ワールドカップバレー99
- 2000年春 - マッハブイロク
- 2000年秋 - 世界超密着TV!ワレワレハ地球人ダ!!